# Jordan Schakel
Jordan Schakel (Torrance, California, 13 de junio de 1998) es un baloncestista estadounidense que pertenece a la plantilla de los Maine Celtics de la NBA G League. Con 1,98 metros de estatura, juega en la posición de escolta.

## Trayectoria deportiva

### Universidad
Jugó cuatro temporadas con los Aztecs de la Universidad Estatal de San Diego, en las que promedió 8,5 puntos y 3,3 rebotes por partido. En su última temporada fue incluido en el segundo mejor quinteto de la Mountain West Conference tanto por los entrenadores como por la prensa especializada. Terminó su carrera como el líder de todos los tiempos de la SDSU en porcentaje de tiros libres en su carrera con un 87%.

#### Estadísticas
| Año     | Equipo          | PJ  | PT | MPP  | %TC  | %3P  | %TL  | RPP | APP | ROB | TPP | PPP  |
| ------- | --------------- | --- | -- | ---- | ---- | ---- | ---- | --- | --- | --- | --- | ---- |
| 2017–18 | San Diego State | 33  | 0  | 13.8 | .330 | .346 | .684 | 2.1 | .6  | .4  | .1  | 3.2  |
| 2018–19 | San Diego State | 28  | 16 | 23.3 | .447 | .415 | .841 | 3.6 | 1.1 | .8  | .1  | 7.4  |
| 2019–20 | San Diego State | 32  | 31 | 26.5 | .453 | .436 | .927 | 3.4 | .6  | .8  | .1  | 10.0 |
| 2020–21 | San Diego State | 28  | 27 | 29.2 | .473 | .461 | .908 | 4.4 | 1.0 | 1.0 | .1  | 14.4 |
| Total   | Total           | 121 | 74 | 22.9 | .443 | .427 | .870 | 3.3 | .8  | .7  | .1  | 8.5  |

### Profesional
Tras no ser elegido en el Draft de la NBA de 2021, disputó las Ligas de Verano de la NBA con los Golden State Warriors, y posteriormente se unió a los Sacramento Kings en la Liga de Verano de Las Vegas. The Kings, con Schakel, ganaron finalmente el campeonato. El 21 de septiembre firmó con los Washington Wizards. Sin embargo, fue despedido el 13 de octubre. Trece días más tarde, Schakel se unió a la plantilla de los Capital City Go-Go como jugador afiliado. En 14 juegos, promedió 13,8 puntos y 3,2 rebotes por partido, promediando un 39,6% en lanzamientos de tres puntos. Lideró la NBA G League en triples durante ese tramo con 44.
El 22 de diciembre firmó un contrato de 10 días con los Washington Wizards, regresando a los Go-Go al término del mismo. El 9 de marzo de 2022 firmó un contrato dual con los Wizards.
El 11 de enero de 2023 fue traspasado a los Santa Cruz Warriors.
El 27 de septiembre de 2023 firmó con los Boston Celtics, pero fue despedido al día siguiente. El 28 de octubre de 2023 se agregó a la lista de la pretemporada de los Maine Celtics.

## Estadísticas de su carrera en la NBA

### Temporada regular
| Año     | Equipo     | PJ | PT | MPP | %TC  | %3P   | %TL   | RPP | APP | ROB | TPP | PPP |
| ------- | ---------- | -- | -- | --- | ---- | ----- | ----- | --- | --- | --- | --- | --- |
| 2021-22 | Washington | 4  | 0  | 7.5 | .091 | .167  | 1.000 | 2.0 | .0  | .3  | .0  | 1.3 |
| 2022-23 | Washington | 2  | 0  | 3.0 | .500 | 1.000 | –     | .0  | .5  | .5  | .0  | 1.5 |
| Total   | Total      | 6  | 0  | 6.0 | .154 | .286  | 1.000 | 1.3 | .2  | .3  | .0  | 1.3 |